# 砂錐齒鯊屬
沙錐齒鯊屬（英語：Odontaspis）為錐齒鯊科中的一屬，現存共包含 2 種。

## 描述

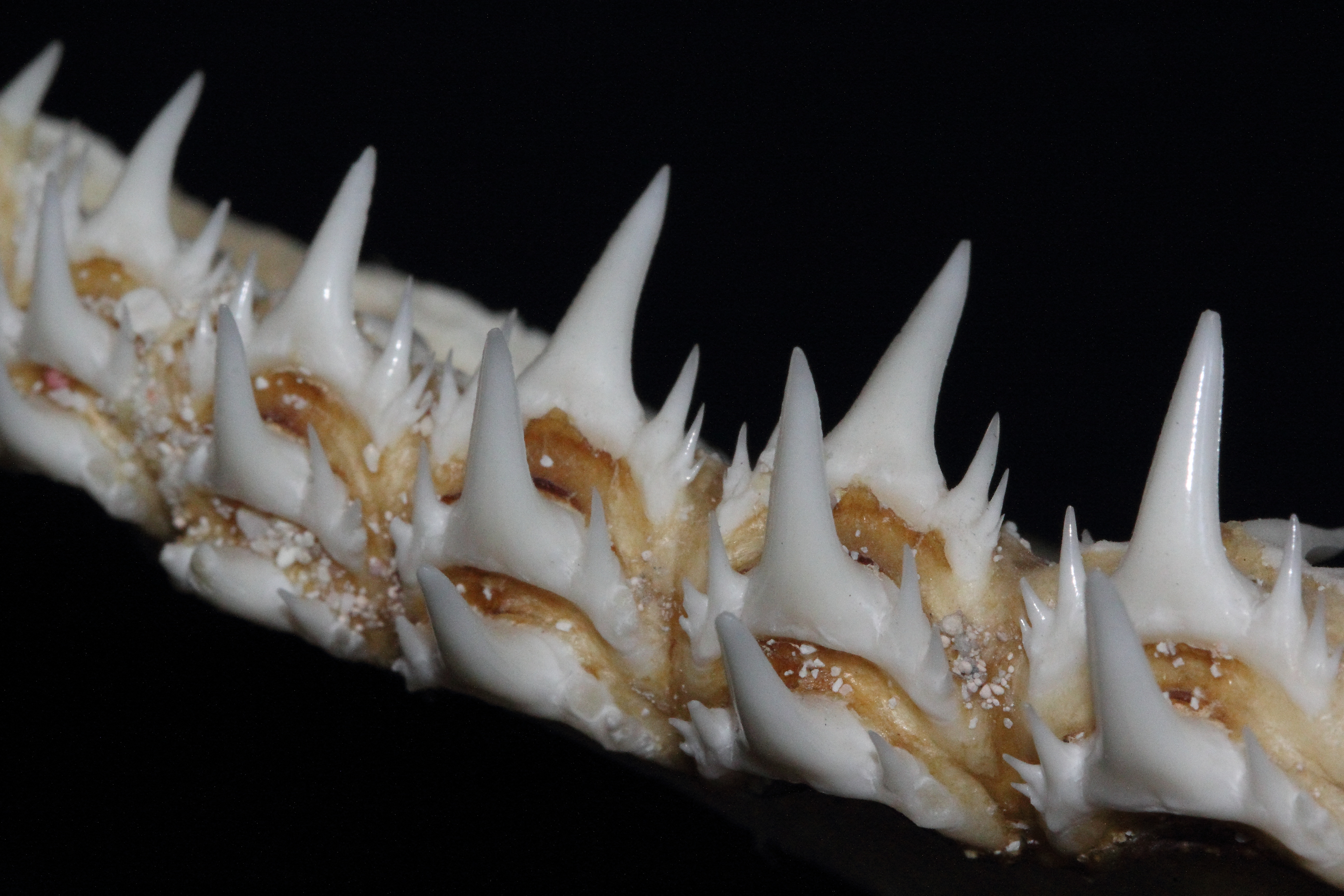
兇猛砂錐齒鯊（O. ferox）的牙齒

沙錐齒鯊屬的物種體長可達 3.6（12英尺），具有長錐狀的吻，尾鰭不對稱。
牙齒巨大且具有明顯突出的牙尖。和錐齒鯊屬最大的差異在於，沙錐齒鯊屬缺乏咬碎獵物用的後齒。
這些底棲的深海鯊魚棲息於全世界的熱帶與溫帶海洋之中。

## 種
現存的沙錐齒鯊屬共有 2 種：
- 兇猛砂錐齒鯊 Odontaspis ferox (A. Risso, 1810)
- 大眼砂錐齒鯊 Odontaspis noronhai (Maul, 1955)

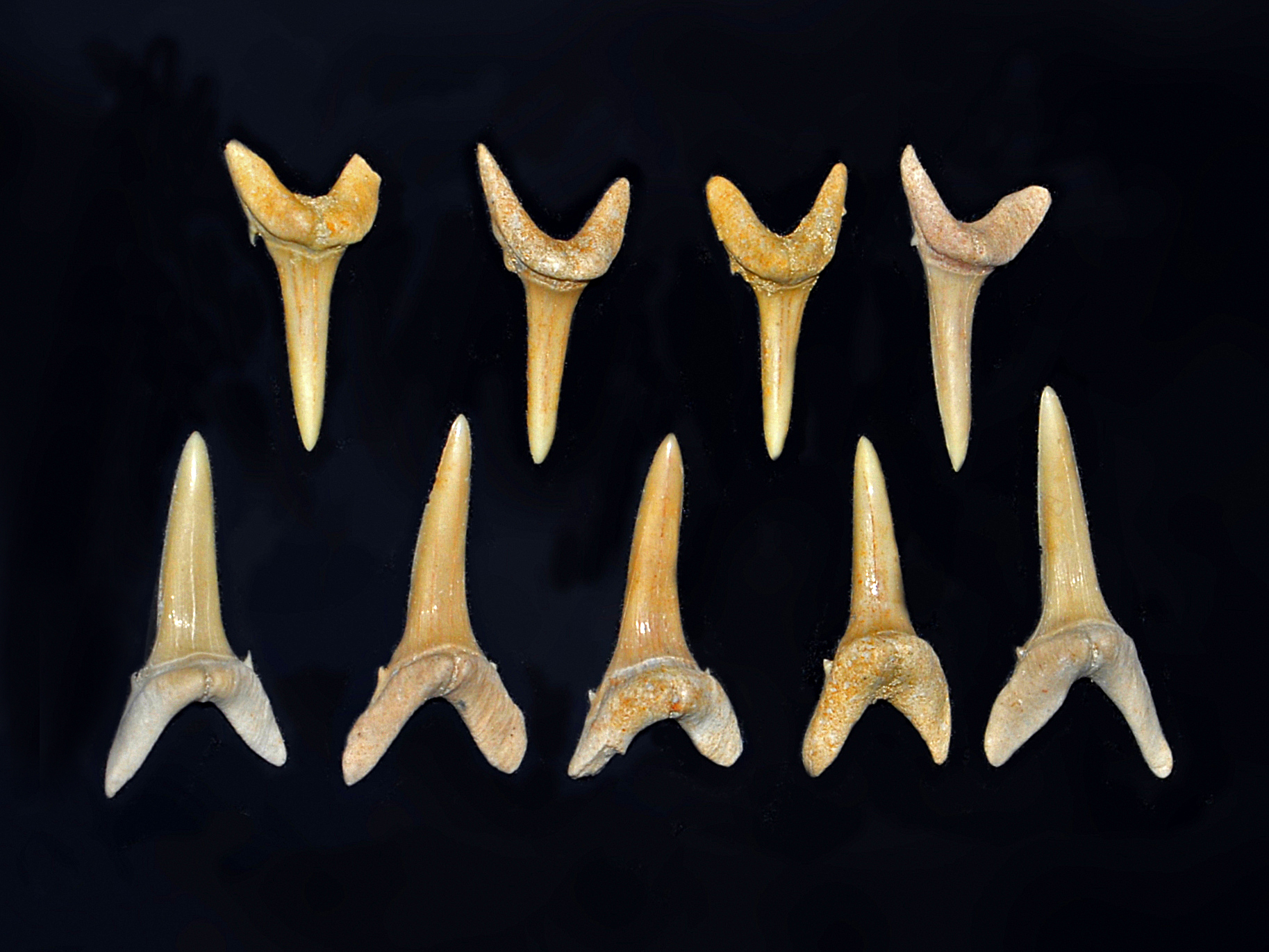
Odontaspis winkleri的牙齒化石，來自摩洛哥胡里卜蓋，55 - 45 百萬年前

沙錐齒鯊屬的化石在全世界均有發現，發現年代從白堊紀開始一直到第四紀（136.4 － 0.012 百萬年前），已滅絕的種包括：
- Odontaspis aculeatus Capetta & Case, 1975
- Odontaspis speyeri (Dartevelle & Casier, 1943)
- Odontaspis winkleri Leriche, 1905